# رسم مخطط مقياس الجينيوم
Chem-seq هي أسلوب تُستمعل لرسم مخطط للتفاعلات على مقياس الجينيوم بين الجزيئات الصغيرة وغايتها البروتين في كروماتين نواة الخلية الحقيقة. تستعمل الطريقة التقاط التقارب الكيميائي إلى طرف تسلسل الحمض النووي المتوازي بشكل ضخم لإيضاح المواقع الجينية حيث تتفاعل الجزيئات الصغيرة مع البروتينات المستهدفة أو الحمض النووي. تم وصفه لأول مرة بواسطة Lars Anders et al. في عدد يناير 2014 من «Nature Biotechnology».

## استخدامات Chem-seq
هنالك عدد كبير من الروابط ذات الجزيئات الصغيرة، بما في ذلك الأدوية العلاجية، تثير بقاياها من خلال ربط بروتينات مناسبة مرتبطة بالجينوم. يمكن أن يوفر رسم خريطة التفاعلات العالمية لهذه الكيانات الكيميائية مع الكروماتين بطريقة واسعة للجينوم نظرة ثاقبة للآليات التي يؤثر بها الجزيء الصغير على الأعمال الخلوية. عند اتحادها مع تقنيات تحليل الكروماتين الأخرى مثل ChIP-seq ،  يمكن استعمال Chem-seq لفحص في التأثيرات على مستوى الجينوم للطرق العلاجية وإدراك تأثيرات الأدوية على البنية النووية في سياقات بيولوجية متنوعة. بمعنى أفضل، ستكون هذه التقنيات جيدة لتعزيز إدراكنا للآليات العلاجية التي من خلالها تضبط الجزيئات الصغيرة وظيفة ونشاط البروتينات المرتبطة بالجينوم.  من خلال إيضاح الأهداف الخلوية للدواء، سيكون من الممكن كسب إدراك متزايد لأسباب البقايا الجانبية والسمية في المراحل المبكرة من تنمية الدواء، مما يساعد على تقليل معدل الاستنزاف في التطوير.

## سير عمل Chem-seq

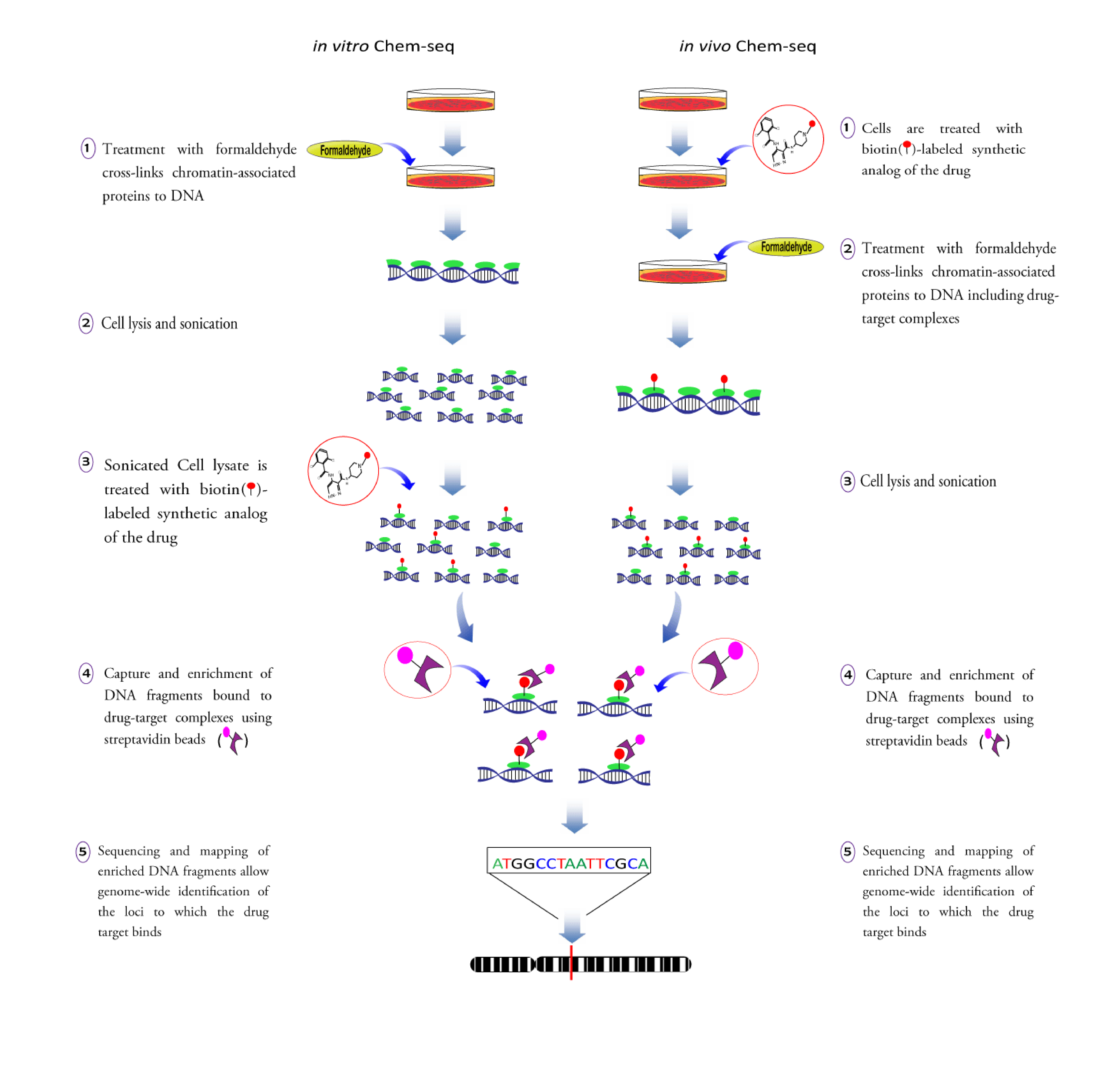
سير عمل تسلسل الكيمياء

يوثق Chem-seq على القدرة على إنتاج نسخة معالجة بيوتينيلات من جزيء صغير ذو اهمية للسماح بالتقاط التقارب المصب. من الممكن إجراء Chem-seq إما في المختبر أو في جسم الكائن الحي، على الرغم من أن النتائج من كل منهما أثبتت أنها متشابهة للغاية. 
في الجسم الحي Chem-seq
اثناء Chem-seq في الجسم الحي ،  يتم التعامل لدى الخلايا المستنبتة في الوسط في وقت واحد إما باستعمال نسخة معالجة بيوتينيل من الجزيء الصغير حصرالدراسة أو ثنائي ميثيل السلفوكسيد (كعنصر تحكم) و 1٪ فورمالدهيد للربط المتشابك للحمض النووي والبروتينات والجزيئات الصغيرة. ثم يتم استخراج الحمض النووي من الخلايا، صوتنه وإثرائها للمناطق التي تتضمن على جزيء بيوتينلاتيد مكان الاهتمام عن طريق الحضانة باستعمال حبات مغناطيسية الستربتافيدين، والتي لها صلة عالية جدًا بالبيوتين. يتم بعد ذلك تطهير جزء الحمض النووي المخصب، واستخراجه من الخرزات وإخضاعها لتتابع الجيل التالي. تتصل المناطق الجينومية الملقحة في مكتبة Chem-seq المتعلقة بالتحكم بالجزيء الصغير قيد الدراسة.
في المختبر Chem-seq
في المختبر Chem-seq  يبدأ بنسج الخلايا المستنبتة في الوسط مع 0.5٪ فورمالديهايد. ثم يتم جمع نوى الخلية من الخلايا واستخلاص حمضها النووي. يتم جمع هذا المستخلص قبل أن يتم تحضينه باستعمال حبات مغناطيسية ستربتافيدين متصلة بشكل حيوي من مركب يهمنا. يوفر هذا إمكانية للجزيء الصغير المعني للتفاعل مع المناطق الجينومية المستهدفة. ثم يتم فصل هذه المناطق الجينومية باستعمال المغناطيس وتخضع لتتابع الجيل التالي والتحليل لتحديد المناطق المخصبة للجزيء الصغير الذي يفيدنا.

## حساسية
تم اختبار Chem-seq على 3 سلسلة من الأدوية باستعمال MM1. خلايا المايلوما المتنوعة من أجل: 
1) البحث في الجينوم على مدى الملزم لل bromodomain العائق JQ1 لأفراد الأسرة BET bromodomainBRD3 ، وBRD4
2) ضع مخطط لمواقع الربط الجينومي لـ AT7519 ، وهو مثبط للكيناز الموثوق على السيكلين CDK9
3) بحث كيفية تفاعل أداة إقحام DNA السورالين مع الحمض النووي الجيني في الجسم الحي.
في أول اختبارين، وقعت علامات Chem-seq في الاماكن الجينية التي تنفذها البروتينات المستهدفة المقابلة للعقاقير وكانت متناسبة مع نتائج ChIP-seq. وبالرغم من ذلك، أنتج bio-AT7519 علامات Chem-seq أضعف مقارنة بتلك التي احترزت في bio-JQ1. كان هناك أيضًا عدد كثير من المواقع التي لم يتم إخضاعها بشكل مشترك من قبل bio-AT7519 و CDK9 المستهدف والذي قد يُعزى إلى العلامة الأضعف التي تم الحصول عليها من أجل bio-AT7519 أو لأن AT7519 يمكنه ربط وتثبيط كيناز آخر يعتمد على السيكلين مثل cdks 1، 2، 4، 5.   في اختبار ثالثة، كان Chem-seq فعالًا في رسم مخطط مواقع الارتباط الجينومي لعامل إقحام الحمض النووي سورالين وأظهر أن السورالين الحيوي يتصل بشكل تفضيلي بموقع بدء النسخ للجينات النشطة.

## المزايا والقيود
مزايا
Chem-seq هي الطريقة الأولى التي توفر للباحثين طريقة لإيضاح موقع الجزيئات الصغيرة في كل مواقع الجينوم. يمكن استخدامه بالاندماج مع ChIP-seq للإشارة إلى موقع بعض الادوية مع بروتينات ربط الحمض النووي، مثل عامل النقل، لاكتشاف تفاعلات جديدة والمؤيدة في توصيف الآليات الجزيئية التي من خلالها تؤثر الجزيئات الصغيرة على الجينوم.
بسبب لأنه يستعمل تسلسل الجيل التالي لتتتابع مواقع وصل الجزيئات الصغيرة، فإن Chem-seq لديه إدارك عالية جدًا ومتوافق مع أساليب الجيل التالي القائمة على التسلسل.
في الماضي، تم استعمال تقنية أخرى متشابه تُعرف باسم مقايسة تقارب ترسيب الكروماتين ChAP لتصميم خريطة مواقع تفاعل المركبات الأيضية في جينوم الخميرة،  ولكن Chem-seq هو النمط الأول لتقدير تسوية الجينوم على مدى واسع جزيئات صغيرة في خلايا الثدييات.
محددات
لكي يكون Chem-seq معقولاً، يجب أن يكون الجزيء الصغير قيد البحث ممكناً للتضخم الحيوي من غيرالإخلال بخصائص الاتصال الطبيعية. هذا بوضوح غير ممكن مع جزيئات صغيرة معينة ريثما عندما يكون الأمر كذلك، يمكن أن تحتاج العملية مهارة في الكيمياء العضوية. بمجرد توليفها، يستلزم تجربة خصائص الاتصال للمركب المعالج بالبيوتين. فوق ذلك، تم بحث ذلك من خلال موازنة حركيات الاتصال للمركبات المعالجة بالبيوتينيل والمركبات غير المعدلة،  وهي طريقة تحتاج معلومات مسبقة بالبروتينات التي يتصل بها المركب.
مواقع Bio-JQ1 في جميع أنحاء الجينوم، كما تم تعريفها باستعمال Chem-seq ، متماثلة تقريبًا مع المواقع المشتقة من ChIP-seq للبروتين المستهدف المعروف لـ JQ1 ، BRD4.  على الرغم من أنه قد يُنظر إلى هذا على أنه شهادة على ضبط الطريقة، إلا أنه يحدد أيضًا على النسخ بين التقنيتين، خصوصاً عندما تكون البروتينات المستهدفة معروفة من قبل.